# Wimbledon Championships 1968
Die 82. Wimbledon Championships waren ein Tennis-Rasenplatzturnier der Klasse Grand Slam, das von der ITF veranstaltet wurde. Es fand vom 24. Juni bis zum 6. Juli 1968 in London, Vereinigtes Königreich statt. Ausrichter war der All England Lawn Tennis and Croquet Club.
Titelverteidiger im Einzel waren John Newcombe bei den Herren sowie Billie Jean King bei den Damen. Im Herrendoppel waren Bob Hewitt und Frew McMillan, im Damendoppel Rosie Casals und Billie Jean King die Titelverteidiger. Im Mixed waren Billie Jean King und Owen Davidson die Titelverteidiger.
Das Turnier war nach den French Open 1968 das zweite Grand-Slam-Turnier seit Beginn der Open Era, bei dem professionelle Tennisspieler zugelassen waren.

## Herreneinzel
Rod Laver trat als topgesetzter Spieler bei den Wimbledon Championships an. 1962 hatte er den Titel zuletzt gewonnen. Da er 1963 auf die Profitour wechselte, durfte er an keinem Grand-Slam-Turnier mehr teilnehmen. Diese standen nur Amateuren offen. Beim diesjährigen Turnier waren erstmals auch Profispieler zur Teilnahme berechtigt. Aufgrund seiner Erfolge auf der Profitour galt Laver als Favorit auf den Titel. Auf dem Weg ins Finale besiegte er zwei gesetzte Spieler. Im Achtelfinale schlug er den US-Amerikaner Dennis Ralston in fünf Sätzen. Im Halbfinale hatte er gegen den an Nr. 13 gesetzten Arthur Ashe weniger Schwierigkeiten und setzte sich in drei Sätzen durch.
Lavers Finalgegner war der an Nr. 15 gesetzte Australier Tony Roche. Roche konnte im Achtelfinale den Vorjahressieger John Newcombe besiegen und zog nach Siegen gegen den an Nr. 10 gesetzten Earl Buchholz und Clark Graebner ins Finale ein, wo er Laver in drei Sätzen unterlag.

### Setzliste
| Nr. | Spieler         | Erreichte Runde |
| --- | --------------- | --------------- |
| 01. | Rod Laver       | Sieg            |
| 02. | Ken Rosewall    | Achtelfinale    |
| 03. | Andrés Gimeno   | 3. Runde        |
| 04. | John Newcombe   | Achtelfinale    |
| 05. | Roy Emerson     | Achtelfinale    |
| 06. | Manuel Santana  | 3. Runde        |
| 07. | Lew Hoad        | 3. Runde        |
| 08. | Pancho Gonzales | 3. Runde        |

| Nr. | Spieler        | Erreichte Runde |
| --- | -------------- | --------------- |
| 09. | Dennis Ralston | Viertelfinale   |
| 10. | Earl Buchholz  | Viertelfinale   |
| 11. | Fred Stolle    | Achtelfinale    |
| 12. | Tom Okker      | Viertelfinale   |
| 13. | Arthur Ashe    | Halbfinale      |
| 14. | Cliff Drysdale | 3. Runde        |
| 15. | Tony Roche     | Finale          |
| 16. | Nikola Pilić   | 1. Runde        |

## Dameneinzel
Billie Jean King war, nachdem sie bereits 1966 und 1967 Wimbledon gewinnen konnte, erneut Favoritin auf den Titel. Erst im Halbfinale gegen die an Nr. 4 gesetzte Britin Ann Jones gab sie den ersten Satz ab. Kings Finalgegnerin war die an Nr. 7 gesetzte Australierin Judy Tegart, die auf dem Weg in das Finale zwei gesetzte Spielerinnen besiegte. Im Viertelfinale traf sie auf ihre zweitgesetzte Landsfrau Margaret Court, die sie in drei Sätzen bezwang, und im Halbfinale auf die an Nr. 3 gesetzte US-Amerikanerin Nancy Richey, die sie in zwei Sätzen besiegte.
Im Finale setzte sich King in zwei Sätzen durch und sicherte sich zum insgesamt dritten Mal den Einzeltitel in Wimbledon.

### Setzliste
| Nr. | Spielerin        | Erreichte Runde |
| --- | ---------------- | --------------- |
| 01. | Billie Jean King | Sieg            |
| 02. | Margaret Court   | Viertelfinale   |
| 03. | Nancy Richey     | Halbfinale      |
| 04. | Ann Jones        | Halbfinale      |

| Nr. | Spielerin     | Erreichte Runde |
| --- | ------------- | --------------- |
| 05. | Virginia Wade | 1. Runde        |
| 06. | Maria Bueno   | Viertelfinale   |
| 07. | Judy Tegart   | Finale          |
| 08. | Lesley Bowrey | Viertelfinale   |

## Herrendoppel

### Setzliste
| Nr. | Paarung                       | Erreichte Runde |
| --- | ----------------------------- | --------------- |
| 01. | Roy Emerson Rod Laver         | Halbfinale      |
| 02. | Ken Rosewall Fred Stolle      | Finale          |
| 03. | Andrés Gimeno Pancho Gonzales | Achtelfinale    |
| 04. | John Newcombe Tony Roche      | Sieg            |

| Nr. | Paarung                      | Erreichte Runde |
| --- | ---------------------------- | --------------- |
| 05. | Earl Buchholz Dennis Ralston | Viertelfinale   |
| 06. | Bob Hewitt Frew McMillan     | Halbfinale      |
| 07. | Tom Okker Marty Riessen      | 1. Runde        |
| 08. | Cliff Drysdale Roger Taylor  | Viertelfinale   |

## Damendoppel

### Setzliste
| Nr. | Paarung                       | Erreichte Runde |
| --- | ----------------------------- | --------------- |
| 01. | Rosie Casals Billie Jean King | Sieg            |
| 02. | Maria Bueno Nancy Richey      | Achtelfinale    |
| 03. | Françoise Dürr Ann Jones      | Finale          |
| 04. | Lesley Bowrey Judy Tegart     | Halbfinale      |

## Mixed

### Setzliste
| Nr. | Paarung                        | Erreichte Runde |
| --- | ------------------------------ | --------------- |
| 01. | Owen Davidson Billie Jean King | Halbfinale      |
| 02. | Pancho Gonzales Rosie Casals   | Viertelfinale   |
| 03. | Fred Stolle Ann Jones          | Halbfinale      |
| 04. | Ken Fletcher Margaret Court    | Sieg            |